# High and Mighty Color
High and Mighty Color (Eigenschreibweise: HIGH and MIGHTY COLOR) war eine japanische Nu-Metal-Band.

## Geschichte

### Gründung und Anti-Nobunaga
Die Band begann als Metallica-Cover-Band in der Stadt Okinawa, bestehend aus Meg und Sassy, deren Familien beide seit Generationen in Okinawa leben. Die zwei Gründungsmitglieder spielten zwei Jahre lang in dieser Band, bis sie sich dazu entschieden, ihr Talent weiter auszubauen und nicht nur Lieder zu covern. Nachdem Sassy die Band verlassen hatte, bot sie Mackaz an, dieser beizutreten. Er nahm an, lud seinen guten Freund Kazuto dazu ein, der Band auch beizutreten. Anders als bei den meisten Bands, war es also der Sänger, der der Band als letztes fehlte. Meg saß laut der offiziellen Webseite eines Tages in einer Schulvorstellung und bemerkte eine Stimme besonders. Er bot Yūsuke an, sich der Band anzuschließen; dies lehnte er anfangs ab, da er als Solo-Sänger arbeiten wollte, gab allerdings irgendwann nach, da Meg ihn jeden Tag fragte, ob er in die Band kommen wollte, und das für fast vier Monate. Die Band, zu dieser Zeit noch unter dem Namen Anti-Nobunaga, spielte hauptsächlich in kleineren Coffee-Shops und Kunsttheatern für knapp ein Jahr. Sassy, der Band-Leader, schickte Demo-Tapes an jedes japanische Major-Label, jedoch wurden sie von allen abgelehnt. Ihren Durchbruch schaffte die Band erst, als ein kleines japanisches Label die Band aufnahm. Ab diesem Zeitpunkt spielte die Band auch an Orten, die weiter von ihrer Heimatstadt entfernt waren, bis zum jährlichen Musik-Festival in Okinawa.

### Mākī und das Musik-Festival
Im Sommer 2003, auf dem jährlichen Musik-Festival in Okinawa, warb das Label der Band stark für sie, bis sie letztlich auf einem ausverkauften Konzert spielten. Da man auf dem Festival für jede Show einzeln Eintritt bezahlen musste, waren Anti-Nobunaga die einzige Band, die vor diesem ausverkauften Haus spielen sollte. Ein Talent-Scout von einem Tochter-Label von Sony Music Entertainment Japan war in der Menge und bot der Band an, Musik für einen Sampler beizusteuern, der sich Okinawa 2003 nannte. Daraufhin komponierte die Band ihre zwei einzigen eigenen Songs unter dem Namen Anti-Nobunaga, Meaning und Hate You!. Auf einem anderen Festival namens Music Picnic Festival zog die Sängerin Mākī die Aufmerksamkeit desselben Talent-Scouts auf sich, der auch schon Anti-Nobunaga entdeckt hatte. Der Scout war der Meinung, dass die Projekte alleine nichts Besonderes seien, aber gemeinsam etwas vollkommen Neues auf dem japanischen Musikmarkt sein könnten. Mākī lehnte zuerst ab, da sie eigentlich vorhatte, im Ausland Englisch zu studieren, wurde allerdings später von ihren zukünftigen Band-Kollegen überzeugt, ihnen zumindest bei einem Auftritt zuzusehen. Von der Energie, die die Band auf der Bühne hatte, beeindruckt, willigte Mākī schließlich ein. Kurz nach ihrem Einstieg benannte die Band sich in High and Mighty Color um. Nachdem sie laut ihrer Webseite sechs Monate lang ihre Kräfte „perfektionierten“, wurde die Band von Sony Japan unter Vertrag genommen und spielte damit in einer Liga mit Bands wie Orange Range. High and Mighty Color werden manchmal als die „Schwester-Band“ von Orange Range bezeichnet, da sie beide aus Okinawa stammen und beide auf demselben Festival entdeckt wurden. Sie verbrachten 2004 viel Zeit damit, Lieder zu schreiben und aufzunehmen. Ende 2004 erschien ihre erste Single Over, welche nur in Geschäften von Tower Records verkauft wurde. Sie war innerhalb eines Monats ausverkauft und wurde äußerst rar, weshalb sie 2005 erneut veröffentlicht wurde. Das Album war für einen ganzen Monat auf Platz 1 der Oricon Indie-Charts.

### 2005
2005 veröffentlichte die Band ihre erste Single als High and Mighty Color, Pride. Das Lied sollte eigentlich bei einem japanischen Fußball-Event gespielt werden, wurde aber stattdessen für den Anime Mobile Suit Gundam Seed Destiny genutzt, für den noch ein Titellied gesucht wurde. Zu dieser Zeit war die Show der beliebteste Anime in Japan, daher steigerte dies die Verkaufszahlen der ersten Single enorm. Mit einer endgültigen Verkaufszahl von 223.208 war Pride die kommerziell erfolgreichste Single der Band seit ihrer Umbenennung.
Während des Rests des Jahres trat die Band in den japanischen Medien und mehrere Male in Shows wie Music Fighter, Music Station und Hey! Hey! Hey! auf. Im August wurde dann die vierte Single Days veröffentlicht, von der 7.679 Tonträger verkauft wurden, womit die Band nicht die Top-20-Marke in den Oricon-Charts erreichen konnte. Trotz dieses Rückschlags wurde die Band mit dem Japanese Record Grand Prix’s Rookie of the Year Award ausgezeichnet. Die Performance auf der Preisverleihung wurde Mākīs Großmutter, die kurz zuvor verstorben war, gewidmet.

### 2006
Im April 2006 veröffentlichte die Band ihr zweites Album Gou on Progressive, von dem nur Singles erschienen. Das Album hatte niedrigere Verkaufszahlen als das erste Album, konnte sich allerdings länger in den Oricon-Charts halten und erreichte auch eine höhere Position. Die erste Single der Band war in diesem Jahr Ichirin no Hana, welche als Titelmelodie für das dritte Intro von Bleach benutzt wurde. Diese konnte als einzige Single seit Pride die Top-5-Marke in den Oricon-Charts erreichen. Die Band spielte außerdem ihr erstes Konzert in Amerika auf der Anime-Convention am 28. April in Houston, Texas.
Danach ging die Band auf eine große Japan-Tournee. Sie spielten 65 Konzerte in den nächsten 5 Monaten und veröffentlichten im August schließlich ihre mittlerweile siebte Single, Dive into Yourself. Der Song diente als Titellied des Videospiels Sengoku Basara II. Zeitweise war dies die am zweitseltensten verkaufte Single der Band, da sie nur Platz 24 in den wöchentlichen Charts erreichen konnte. Ihre achte Single Enrai (Tooku ni Aru Akari) wurde am 25. Oktober veröffentlicht und wurde als Abschlussmusik des dritten Mobile-Suit-Gundam-Seed-Destiny:-Special-Edition-Films verwendet. Die Single stieg auf Platz 12 und damit 12 Plätze über Dive into Yourself in die Charts ein. Energy, eine B-Seite der Single Style: Get Glory in This Hand, wurde auf einem Tribut-Sampler zum Film Death Note: The Last Name verwendet.

### 2007
Mākī hatte ihr Schauspiel-Debüt in dem 2006 gedrehten Film Anata o Wasurenai (Ich werde dich nie vergessen). Die Band steuerte zu diesem Film das Titellied Tadoritsuku Basho sowie Oxalis bei. Beide Lieder wurden als eine Doppel-Single zum Verkauf angeboten. Als Anata o Wasurenai in die Kinos kam, stieg der Film auf Platz 10 der kommerziell erfolgreichsten Filme an diesem Wochenende ein. Außerdem wurde das Lied Resistance als Titellied für Bleach DS 2nd: Kokui Hirameku Requiem, das Nintendo-DS-Spiel zum Manga Bleach, benutzt.
Am 4. Februar erschienen auf der offiziellen Webseite der Band mehrere 30 Sekunden lange Ausschnitte aus Liedern von ihrem dritten Album San (参), welches schließlich am 21. Februar erschien. Das Album enthielt 15 Lieder, von denen 10 Neuerscheinungen waren. Das Album erreichte Platz 10 in den Oricon-Tagescharts und Platz 16 in den wöchentlichen Charts.
Im März wurde bekanntgegeben, dass Yūsuke mit dem Gründungsmitglied und Bassisten der Band Porno Graffitti, Masami Shiratama, zusammenarbeiten werde. Yūsuke steuerte für die gemeinsame Single Honnō den Gesang bei. Diese wurde am 23. Mai veröffentlicht. Laut Aussage der Band benutzt Yūsuke auf dieser Single seinen „Maschinengewehr-Gesang“.
Die Band hatte außerdem ihren zweiten Auftritt in Amerika auf der Anime-Messe 2007, die vom TV-Sender Anime Central organisiert wurde. Die Band führte 12 Lieder auf, ihre Vor-Band waren die Spiral Spiders.
Die zehnte Single der Band wurde am 1. August 2007 veröffentlicht; ihr Titellied Dreams wurde für den Abspann des Animes Darker than Black benutzt. Während ihrer ersten Woche erreichte die Single Platz 24 der Oricon-Charts.
Am 24. September 2007 wurde auf der offiziellen Webseite der Band bekanntgegeben, dass die elfte Single der Band am 12. Dezember 2007 erscheinen wird. Am 5. Oktober wurde bekanntgegeben, dass diese den Titel Amazing tragen werde.
Am 4. November 2007 wurde angekündigt, dass die Band einen Tonträger namens 10 Colored Singles herausbringen werde, auf dem ihre 10 ersten Singles zu hören seien, zusammen mit dem Bonustitel Ichirin no Hana (Live Studio Version). Die Single enthält außerdem eine DVD mit Musikvideos, die nicht veröffentlicht wurden, wie Style, Dreams, Here I Am, sowie das neue Musikvideo zum Lied Mushroom. Außerdem steuerte die Band den Titel Rosier zu einem Tribute-Album an die Band Luna Sea bei. Das Album erschien im Dezember 2007.

### 2008
Die zwölfte Single Flashback, welche auch zu Werbezwecken für den Anime Hero Tales verwendet wurde, wurde am 27. Februar 2008 veröffentlicht. Das vierte Album der Band, Rock Pit, wurde am 19. März veröffentlicht und wurde das kommerziell erfolgloseste Album der Band.
Die Band begann mit ihrer vierten Live-Tour Bee Loud am 17. März 2008 im berühmten Club Quattro in Japan. Danach folgten 13 weitere Konzerte, die über das ganze Land verstreut waren, das letzte fand in ihrer Heimatstadt Okinawa statt. Die dreizehnte Single der Band ist ein Cover des Lieds Hot Limit von T.M. Revolution. Der Stil sowohl des Musikvideos als auch der zu Werbezwecken eingesetzten Bilder sollte dem des Originals entsprechen. Diese Single war außerdem die Erste seit Dive into Yourself, für die Sony Entertainment Japan einen Werbespot drehen ließ. Die Single wurde die kommerziell erfolgreichste Single der Band seit 2 Jahren und erreichte in der ersten Woche Platz 20 der wöchentlichen Oricon-Charts.
Am 1. Juli 2008 wurde bekanntgegeben, dass Mākī Masato Nakamura, den Sänger der Band Dreams Come True, geheiratet habe, und die Band Ende 2008 verlassen werde. In ihrer Abschiedsnachricht dankte sie ihren Bandmitgliedern sowie ihren Fans dafür, sie und die Band so lange Zeit unterstützt zu haben. Für Mākīs Abschied von der Band wurde ein besonderes Event geplant, außerdem wurde mindestens eine Single angekündigt, bevor sie Band verlassen werde. Außerdem wurde angekündigt, dass die Band Anfang 2009 mit der Suche nach einer neuen Sängerin beginnen werde.
High and Mighty Color traten am 15. August im Zepp in Nagoya als Teil des Line-ups von Steal the Show auf. Zepp ist ein Privatclub, der für seine prominenten Gäste bekannt ist. Sie traten dort neben Bands wie 175R, One Ok Rock und Gollbetty auf. Remember, die 14. Single der Band, wurde am 15. Oktober veröffentlicht und war die letzte Single, auf der Mākī als Sängerin zu hören ist.

### 2009 und die neue Sängerin
Die Band musste zu Spice Records, einem Label aus Okinawa, welches der Band weniger Rechte einräumte als SME, wechseln. Die erste Live-DVD wurde am 25. Januar veröffentlicht und erreichte Platz 11 der wöchentlichen Oricon-DVD-Charts sowie Platz 9 der täglichen DVD-Charts. Nachdem Mākī die Band verlassen hatte, begann die Band mit der Suche nach einer neuen Sängerin. Am 9. Februar 2009 gab die Band bekannt, eine neue Lead-Sängerin gefunden zu haben, zu der nach einer „Generalüberholung“ weitere Infos auf der Webseite folgen würden. Die Band begann im Mai mit den Arbeiten an einer Sommer-Single und Live-Tournee. um für die neue Sängerin zu werben. Die erste Single mit der neuen Sängerin Halca, XYZ, wurde am 8. Juli 2009 sowohl in Australien als auch in Japan auf iTunes veröffentlicht.
Die Band veröffentlichte ihr fünftes Album Swamp Man am 2. September 2009. Es erreichte am Tag seiner Veröffentlichung Platz 25 der Oricon-Charts.
Nach der Veröffentlichung von Swamp Man veröffentlichte die Band ein Lied namens Red als Tribut für zwei beliebte Manga. Red wurde am 9. Dezember in Japan als Download veröffentlicht und wurde am 23. Dezember 2009 auf iTunes Japan und Japan Files zum Download freigegeben.

### 2010: Auflösung
Am 19. Mai 2009 wurde bekanntgegeben, dass High and Mighty Color am 11. August die Single Re:ache veröffentlichen werden, welche die letzte Single der Band sein werde. Als Grund für die Auflösung wurden von den Bandmitgliedern „musikalische Differenzen“ und „verschiedene Zukunftsansichten“ genannt. Die letzte Single Re:ache enthält vier Lieder, drei vollkommen neue und eine Live-Version von Red. Die Single erschien mit einer DVD, auf welcher sich Musikvideos zu Re:ache und Goody Bye sowie Live-Aufnahmen ihres Konzertes auf der Sakura-Con 2010 befinden.

## Diskografie

### Studioalben
| Jahr | Titel             | Höchstplatzierung, Gesamtwochen, AuszeichnungChartsChartplatzierungen (Jahr, Titel, Platzierungen, Wochen, Auszeichnungen, Anmerkungen) | Anmerkungen                              |
| Jahr | Titel             | JP | Anmerkungen                              |
| ---- | ----------------- | --- | ---------------------------------------- |
| 2005 | Goover            | JP8 (10 Wo.)JP | Erstveröffentlichung: 14. September 2005 |
| 2006 | Gō on Progressive | JP7 (7 Wo.)JP | Erstveröffentlichung: 5. April 2006      |
| 2007 | San               | JP16 (4 Wo.)JP | Erstveröffentlichung: 21. Februar 2007   |
| 2008 | Rock Pit          | JP24 (4 Wo.)JP | Erstveröffentlichung: 19. März 2008      |
| 2009 | Swamp Man         | JP45 (3 Wo.)JP | Erstveröffentlichung: 2. September 2009  |

### Kompilationen
| Jahr | Titel            | Höchstplatzierung, Gesamtwochen, AuszeichnungChartsChartplatzierungen (Jahr, Titel, Platzierungen, Wochen, Auszeichnungen, Anmerkungen) | Anmerkungen                             |
| Jahr | Titel            | JP | Anmerkungen                             |
| ---- | ---------------- | --- | --------------------------------------- |
| 2007 | 10 Color Singles | JP34 (6 Wo.)JP | Erstveröffentlichung: 26. Dezember 2007 |
| 2008 | BEEEEEEST        | JP42 (2 Wo.)JP | Erstveröffentlichung: 26. November 2008 |

### Singles
| Jahr | Titel Album                      | Höchstplatzierung, Gesamtwochen, AuszeichnungChartsChartplatzierungen (Jahr, Titel, Album, Platzierungen, Wochen, Auszeichnungen, Anmerkungen) | Anmerkungen                             |
| Jahr | Titel Album                      | JP | Anmerkungen                             |
| ---- | -------------------------------- | --- | --------------------------------------- |
| 2005 | Pride –                          | JP2 Platin + Gold (Mobile Downloads) · (17 Wo.)JP                                                                                              | Erstveröffentlichung: 26. Januar 2005   |
| 2005 | Pride Remix –                    | JP20 (7 Wo.)JP | Erstveröffentlichung: 24. März 2005     |
| 2005 | Over –                           | JP11 (6 Wo.)JP | Erstveröffentlichung: 20. April 2005    |
| 2005 | Run Run Run –                    | JP14 (4 Wo.)JP | Erstveröffentlichung: 22. Juni 2005     |
| 2005 | Days –                           | JP22 (3 Wo.)JP | Erstveröffentlichung: 17. August 2005   |
| 2005 | Style ~Get Glory in This Hand~ – | JP19 (6 Wo.)JP | Erstveröffentlichung: 9. November 2005  |
| 2006 | Ichirin no Hana –                | JP2 Gold + Gold (Mobile Downloads) · (14 Wo.)JP                                                                                                | Erstveröffentlichung: 11. Januar 2006   |
| 2006 | Dive into Yourself –             | JP24 (6 Wo.)JP | Erstveröffentlichung: 26. Juli 2006     |
| 2006 | Enrai ~Tooku ni Aru Akari~ –     | JP15 (6 Wo.)JP | Erstveröffentlichung: 25. Oktober 2006  |
| 2007 | Tadoritsuku Basho / Oxalis –     | JP18 (4 Wo.)JP | Erstveröffentlichung: 24. Januar 2007   |
| 2007 | Dreams –                         | JP24 (4 Wo.)JP | Erstveröffentlichung: 1. August 2007    |
| 2007 | Amazing –                        | JP30 (5 Wo.)JP | Erstveröffentlichung: 12. Dezember 2007 |
| 2008 | Flashback / Komorebi no Uta –    | JP39 (3 Wo.)JP | Erstveröffentlichung: 27. Februar 2008  |
| 2008 | Hot Limit –                      | JP20 (5 Wo.)JP | Erstveröffentlichung: 25. Juni 2008     |
| 2008 | Remember –                       | JP29 (2 Wo.)JP | Erstveröffentlichung: 15. Oktober 2008  |
| 2010 | Re:ache –                        | JP57 (2 Wo.)JP | Erstveröffentlichung: 11. August 2010   |

### Videoalben
| Jahr | Titel                         | Höchstplatzierung, Gesamtwochen, AuszeichnungChartsChartplatzierungen (Jahr, Titel, Platzierungen, Wochen, Auszeichnungen, Anmerkungen) | Anmerkungen                            |
| Jahr | Titel                         | JP | Anmerkungen                            |
| ---- | ----------------------------- | --- | -------------------------------------- |
| 2006 | Video G∞ver                   | JP65 (2 Wo.)JP | Erstveröffentlichung: 22. Februar 2006 |
| 2009 | Live Bee Loud ~Thanks Giving~ | JP53 (2 Wo.)JP | Erstveröffentlichung: 28. Januar 2009  |

## Auszeichnungen
- 47th Japanese Record Grand Prix 2005 – Newcomer des Jahres

## Auftritte außerhalb Japans
- 28. April 2006: Shiokazecon, Anime-Messe, Houston
- 11. bis 13. Mai 2007: Anime Central, Anime-Messe, Rosemont
- 2. bis 4. April 2010: Sakura Con, Anime-Messe, Seattle